# Gerald Vanenburg
Gerald Vanenburg, nizozemski nogometaš in trener, * 5. marec 1964.
Za nizozemsko reprezentanco je odigral 42 uradnih tekem in dosegel en gol.